# Hilde Benjamin
Hilde Benjamin, född 1902, död 1989, var en östtysk politiker. 
Hon var justitieminister 1953–1967. 